# Sinnersdorf (Gemeinde Pinggau)

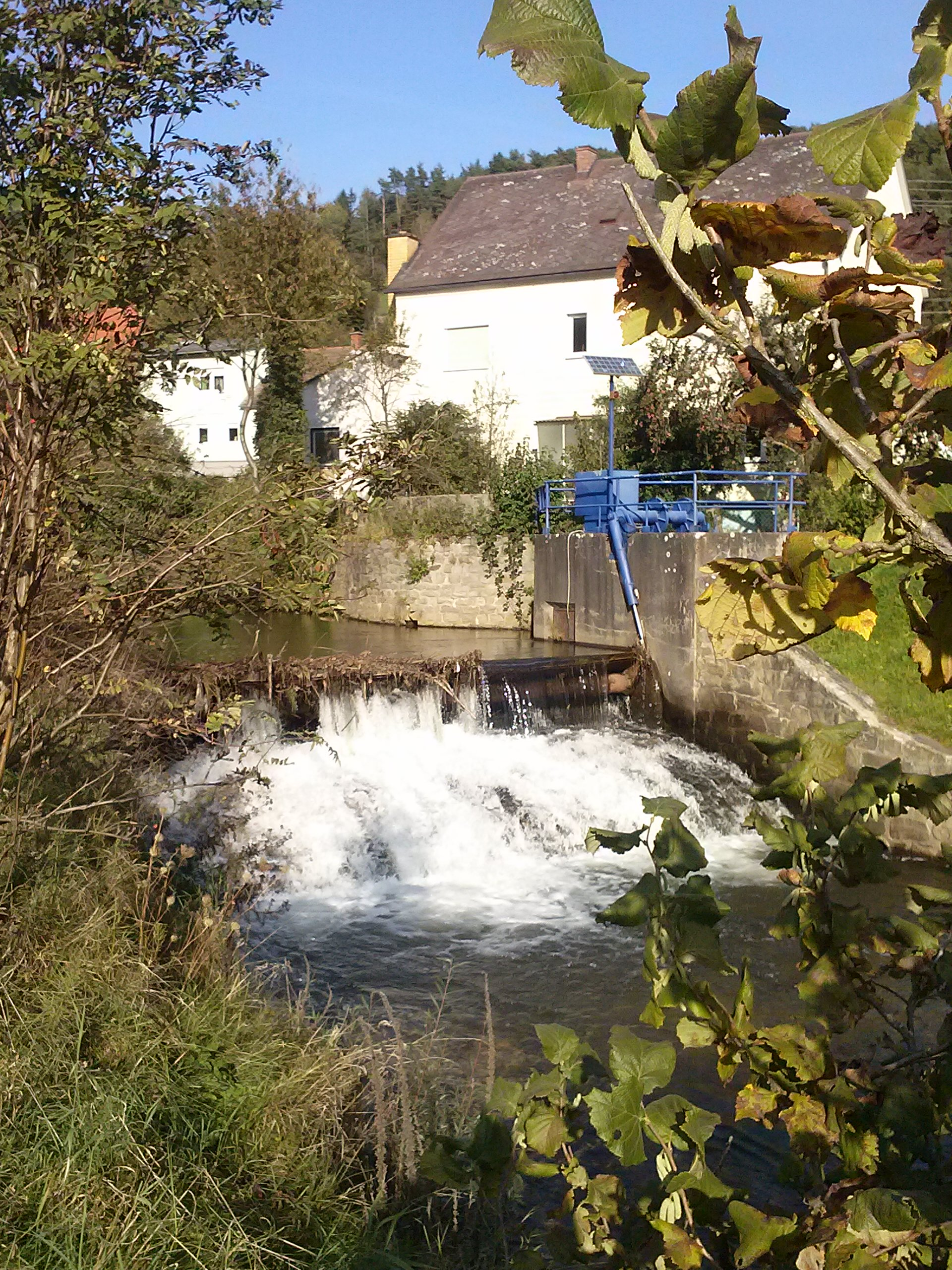
Kleine Wehranlage an der Pinka

Sinnersdorf (ungarisch: Pinkahatárfalu) ist eine Ortschaft und eine Katastralgemeinde der Gemeinde Pinggau (Steiermark) mit 257 Einwohnern (Stand 1. Jänner 2024). 
Obwohl politisch zur Steiermark gehörend, wird Sinnersdorf postalisch und kirchlich von der Nachbargemeinde Pinkafeld und damit vom Burgenland aus betreut. 

## Geschichte
Sinnersdorf wurde erstmals 1338 urkundlich erwähnt. Der Ortsname änderte sich im Laufe der Zeit von Syndramsdroh im Jahr 1388 und Syndarmansdorf bereits im Jahr 1392 über Sündersdorf zum heutigen Namen.
Die meisten Historiker nehmen an, dass der Ort einem Syndraham gehörte, von dem er diesen Namen erhielt. Von einem Besitzer mit diesem Namen kann keine Nachricht gefunden werden, in den historisch spärlichen Aufzeichnungen scheint dieser Name auch nicht auf, so dass auch eine andere Namengebung in Betracht gezogen werden muss: „Sinder“ und „Sinter“ bezeichnete man im Mittelalter „Hammerschlag“ auch „Metallschlacke“, und im übertragenen Sinne auch die „Sünderkruste“. Sie als sinder, als untauglich absondern, war eine Redensart.
Sinnersdorf wird fast zur Gänze von der (burgenländischen) Gemeinde Pinkafeld eingeschlossen und das könnte darauf hinweisen, dass sich der Ort schon früh aus dem Gemeindegebiet absonderte und auf diese Weise zu seinem Namen kam. 
In der Neuzeit waren die meisten Häuser von Sinnersdorf der steirischen Herrschaft Thalberg dienstbar. Ab 1806 prozessierte der ungarische Kronsfiskal vor der Hofkammer jahrzehntelang gegen die steirischen Stände um die Frage, ob Sinnersdorf zu Ungarn oder zur Steiermark gehöre. Das Verfahren kam bis zur Revolution von 1848 zu keinem Ergebnis. Zu einem nicht mehr feststellbaren Zeitpunkt wurde Sinnersdorf dann der Steiermark zugeschlagen, die Entscheidungsgrundlage dafür war bisher archivalisch nicht auffindbar. Der Sinnersdorfer Gründungsweiler Unterwaldbauern kam allerdings zu Ungarn (heute Teil der Gemeinde Grafenschachen).
Nach dem Ende des Zweiten Weltkrieges erfährt Sinnersdorf wieder einen Rückschlag: In Vereinbarung zwischen den vier Besatzungsmächten verlassen die Russen die Steiermark am 1. August 1945. Nachdem die Engländer nur bis zum Nachbarörtchen Schäffernsteg nachstoßen, ziehen die Russen wieder in Sinnersdorf ein und bauen am Nordausgang des Ortes einen Schranken auf. 
Während der übrige Teil der Steiermark nach Ende des Zweiten Weltkrieges unter britische Oberaufsicht gestellt wurde, blieb Sinnersdorf als Folge seiner besonderen geographischen Lage unter sowjetischer Kontrolle und wurde damit von der Muttergemeinde Pinggau und der Bezirkshauptstadt Hartberg isoliert. Um z. B. ins zuständige Gemeindeamt nach Pinggau oder zur Verwaltungsbehörde nach Hartberg zu kommen, ist der Besitz eines Identitätsausweises notwendig. Immer wieder werden Personen an der Weiterreise gehindert und zur russischen Kommandantur nach Oberwart gebracht. 
Auch heute noch hat Sinnersdorf eine Zwitterstellung. Politisch gehört der Ort zur Steiermark, kirchlich und postalisch wird er aus dem Burgenland betreut.

## Wirtschaft

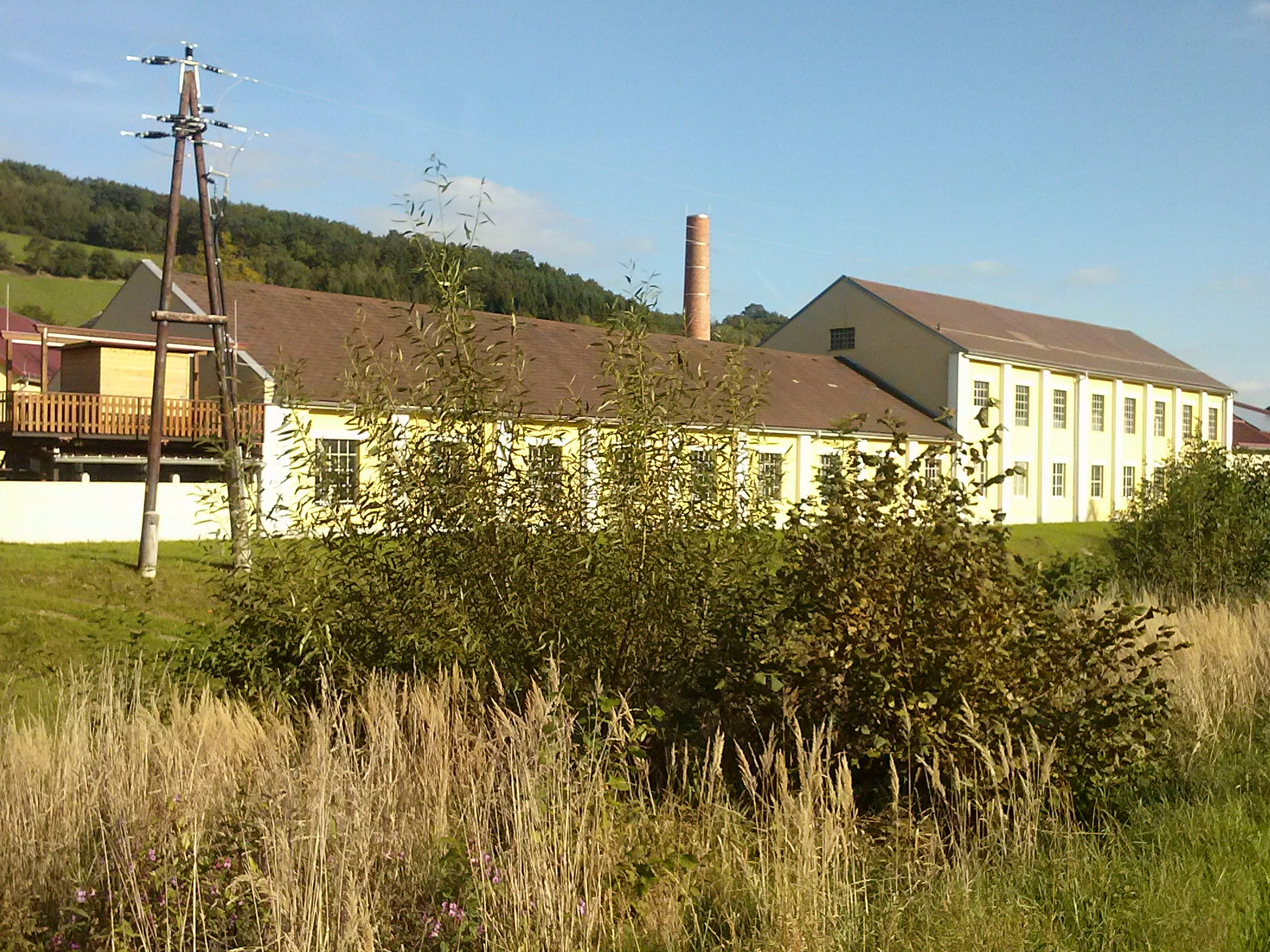
Eines von zwei Werken des Tiefkühlwarenerzeugers in Sinnersdorf

In Sinnersdorf hat sich ein Tiefkühlwarenerzeuger angesiedelt. Mit der Ansiedlung des Unternehmens wurden zahlreiche Arbeitsplätze geschaffen. Der Betrieb ist auch der größte Arbeitgeber in der Gemeinde Pinggau. Eine Bäckerei mit Konditorei und Kaffeehaus, welche 2 weitere Filialen in der Nähe beherbergt, hat in Sinnersdorf ihren Hauptstandort. Weiters bestehen einige kleinere Gewerbebetriebe, wie Schlosserei und Gastronomiebetriebe sowie landwirtschaftliche Betriebe, von denen jedoch nur noch zwei im Vollerwerb betrieben werden. Ein Teil der Bevölkerung pendelt nach Wien aus.

## Verkehr
Sinnersdorf ist über die Steinamangerer Straße B 63 an das hochrangige Straßennetz angeschlossen, die Südautobahn verläuft in unmittelbarer Nähe. Bis 31. Juli 2011 war Sinnersdorf auch über die Pinkatalbahn erreichbar. Sinnersdorf besitzt eine Haltestelle der Buslinie G1 (Jennersdorf – Wien).

## Persönlichkeiten
- Walter Sonnleitner (* 5. Jänner 1947), in Sinnersdorf geborener Wirtschaftsjournalist